# Wimereux
Wimereux je francouzská obec, která se nachází v departementu Pas-de-Calais, v regionu Hauts-de-France.

## Poloha

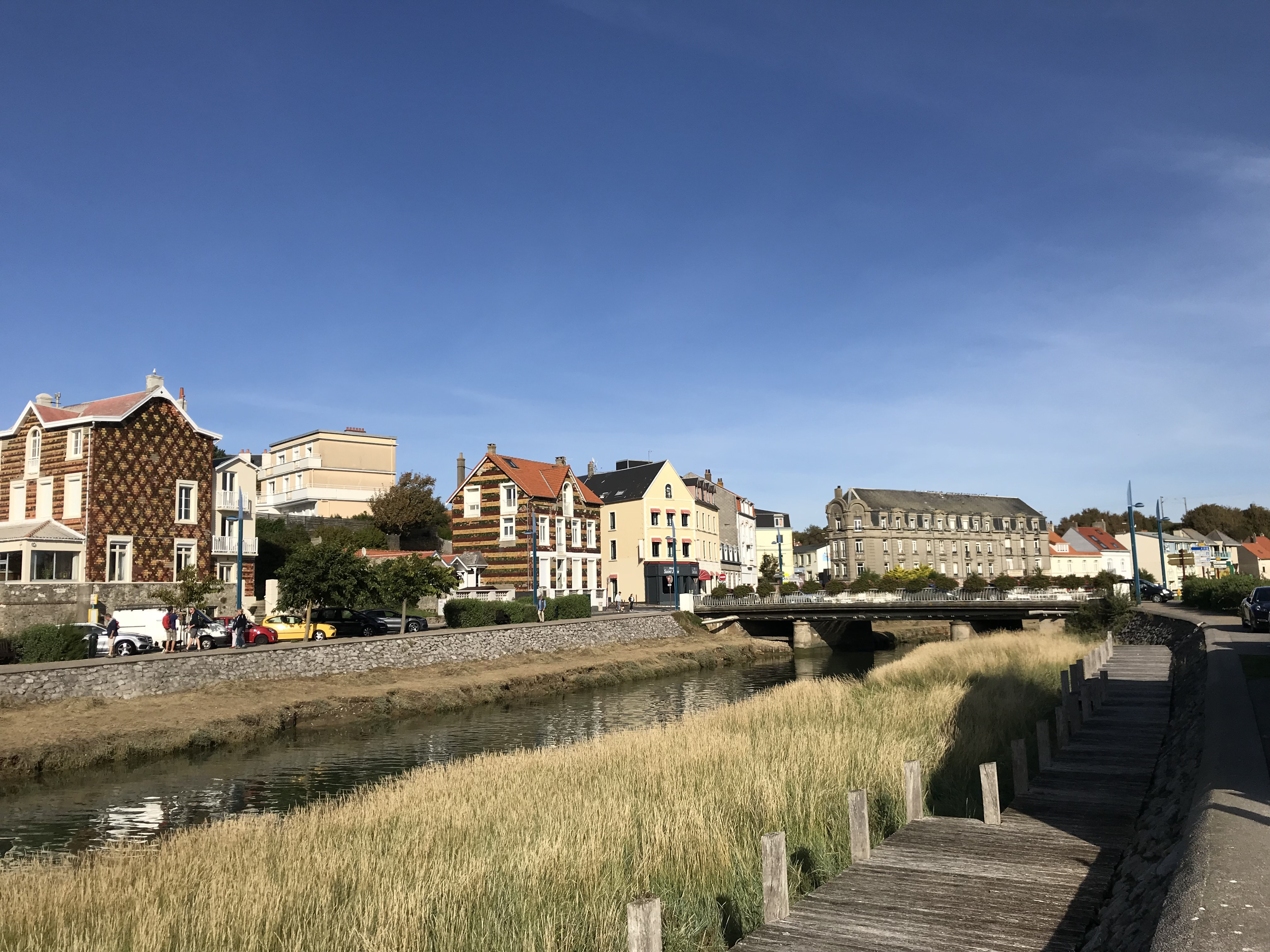
Řeka Wimereux

Obec má rozlohu 7,71 km². Nejvyšší bod je položen 71 m n. m.

## Obyvatelstvo
V roce 2011 zde žilo 7312 obyvatel.
Následující graf zobrazuje vývoj počtu obyvatel v obci.

## Partnerská města
- Herne Bay, Spojené království
- Schmallenberg, Německo